# Castelnau d'Auzan Labarrère
Castelnau d'Auzan Labarrère est, depuis le 1er janvier 2016, une commune nouvelle française située dans le département du Gers en région Occitanie, née de la fusion des deux communes de Castelnau-d'Auzan et Labarrère.

## Géographie

### Localisation
La commune est limitrophe des départements des Landes et de Lot-et-Garonne.

### Communes limitrophes
Les communes limitrophes sont  Bretagne-d'Armagnac, Eauze, Escalans, Montréal, Parleboscq, Saint-Pé-Saint-Simon et Sainte-Maure-de-Peyriac.
|                     | Saint-Pé-Saint-Simon (Lot-et-Garonne) | Sainte-Maure-de-Peyriac (Lot-et-Garonne) |
| Escalans (Landes)   | Castelnau d'Auzan Labarrère           | Montréal                                 |
| Parleboscq (Landes) | Eauze                                 | Bretagne-d'Armagnac                      |

### Géologie et relief
Castelnau d'Auzan Labarrère se situe en zone de sismicité 2 (sismicité faible).

### Hydrographie

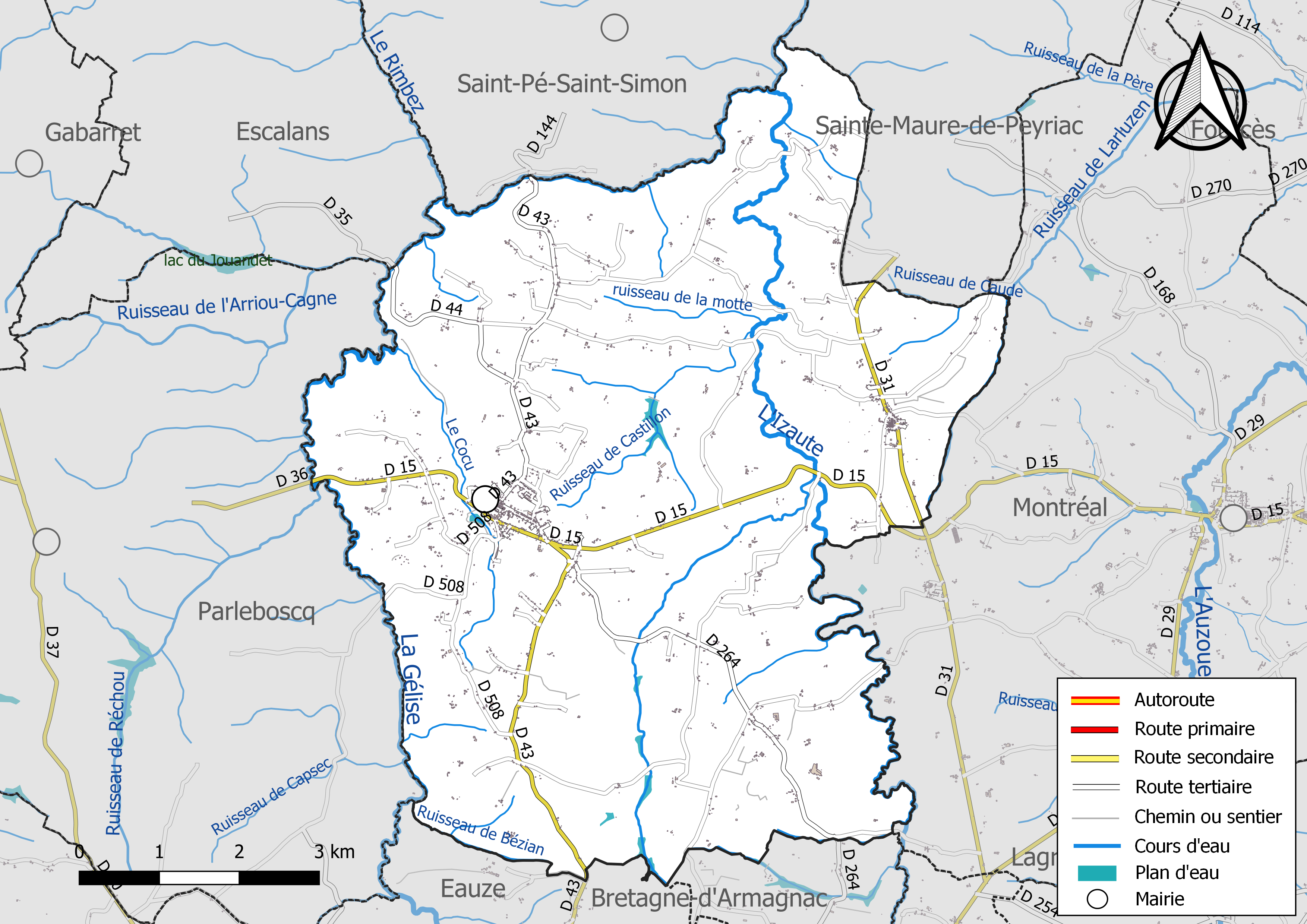
Réseaux hydrographique et routier de Castelnau d'Auzan Labarrère.

La commune est dans le bassin de la Garonne, au sein du bassin hydrographique Adour-Garonne. Elle est drainée par la Gélise, l'Izaute, le Rimbez, le ruisseau de l'Arriou-Cagne, le ruisseau de Réchou, le Cocu, le ruisseau de Bézian, le ruisseau de Bidalon, le ruisseau de Castillon le ruisseau de Pichail et par divers petits cours d'eau, qui constituent un réseau hydrographique de 43 km de longueur totale,.
La Gélise, d'une longueur totale de 92 km, prend sa source dans la commune de Lupiac et s'écoule vers le nord. Elle traverse la commune et se jette dans la Baïse à Lavardac, après avoir traversé 20 communes.
L'Izaute, d'une longueur totale de 37,5 km, prend sa source dans la commune de Dému et s'écoule vers le nord. Il traverse la commune et se jette dans la Gélise sur le territoire communal, après avoir traversé 11 communes.
Le Rimbez, d'une longueur totale de 16,4 km, prend sa source dans la commune de Lubbon et s'écoule vers le sud-est. Il traverse la commune et se jette dans la Gélise sur le territoire communal, après avoir traversé 6 communes.

### Climat
Pour des articles plus généraux, voir Climat de l'Occitanie et Climat du Gers.
En 2010, le climat de la commune est de type climat du Bassin du Sud-Ouest, selon une étude s'appuyant sur une série de données couvrant la période 1971-2000. En 2020, Météo-France publie une typologie des climats de la France métropolitaine dans laquelle la commune est exposée à un climat océanique altéré et est dans la région climatique  Aquitaine, Gascogne, caractérisée par une pluviométrie abondante au printemps, modérée en automne, un faible ensoleillement au printemps, un été chaud (19,5 °C), des vents faibles, des brouillards fréquents en automne et en hiver et des orages fréquents en été (15 à 20 jours).
Pour la période 1971-2000, la température annuelle moyenne est de 13,1 °C, avec une amplitude thermique annuelle de 15 °C. Le cumul annuel moyen de précipitations est de 879 mm, avec 11,1 jours de précipitations en janvier et 6,7 jours en juillet. Pour la période 1991-2020, la température moyenne annuelle observée sur la station météorologique la plus proche, située sur la commune de Réaup-Lisse à 18 km à vol d'oiseau, est de 13,8 °C et le cumul annuel moyen de précipitations est de 858,3 mm,. Pour l'avenir, les paramètres climatiques de la commune estimés pour 2050 selon différents scénarios d'émission de gaz à effet de serre sont consultables sur un site dédié publié par Météo-France en novembre 2022.

## Urbanisme

### Typologie
Au 1er janvier 2024, Castelnau d'Auzan Labarrère est catégorisée commune rurale à habitat dispersé, selon la nouvelle grille communale de densité à sept niveaux définie par l'Insee en 2022.
Elle est située hors unité urbaine et hors attraction des villes,.

### Risques majeurs
Le territoire de la commune de Castelnau d'Auzan Labarrère est vulnérable à différents aléas naturels : météorologiques (tempête, orage, neige, grand froid, canicule ou sécheresse) et séisme (sismicité très faible). Un site publié par le BRGM permet d'évaluer simplement et rapidement les risques d'un bien localisé soit par son adresse soit par le numéro de sa parcelle.

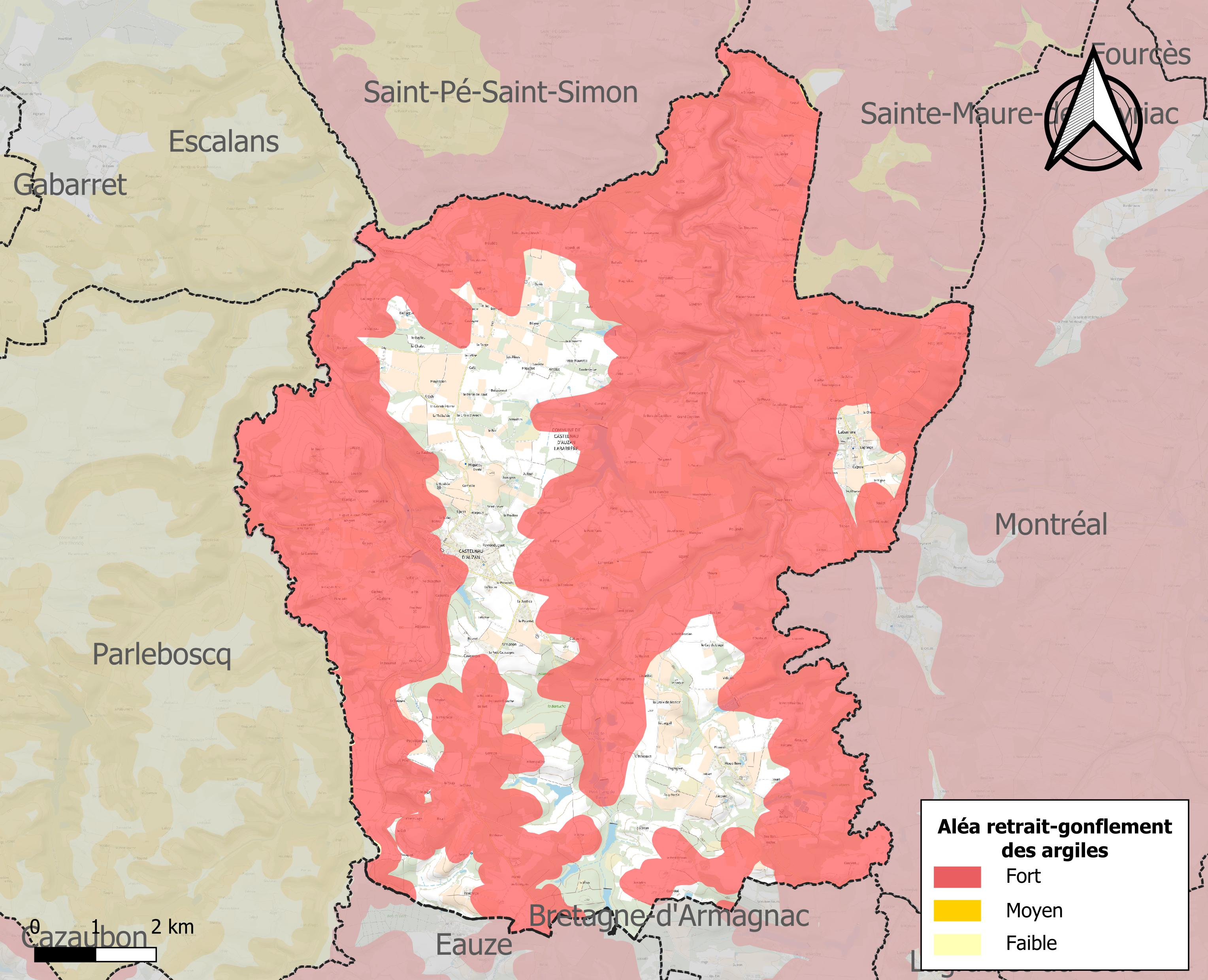
Carte des zones d'aléa retrait-gonflement des sols argileux de Castelnau d'Auzan Labarrère.

Le retrait-gonflement des sols argileux est susceptible d'engendrer des dommages importants aux bâtiments en cas d’alternance de périodes de sécheresse et de pluie. 75 % de la superficie communale est en aléa moyen ou fort (94,5 % au niveau départemental et 48,5 % au niveau national). Sur les 825 bâtiments dénombrés sur la commune en 2019, 448 sont en aléa moyen ou fort, soit 54 %, à comparer aux 93 % au niveau départemental et 54 % au niveau national. Une cartographie de l'exposition du territoire national au retrait gonflement des sols argileux est disponible sur le site du BRGM,.
Par ailleurs, afin de mieux appréhender le risque d’affaissement de terrain, l'inventaire national des cavités souterraines permet de localiser celles situées sur la commune.
La commune a été reconnue en état de catastrophe naturelle au titre des dommages causés par les inondations et coulées de boue survenues en 1993, 1999, 2003, 2009 et 2020. Concernant les mouvements de terrains, la commune a été reconnue en état de catastrophe naturelle au titre des dommages causés par la sécheresse en 1989, 1991, 1993, 1997, 2002 et 2011 et par des mouvements de terrain en 1999.

## Histoire
La nouvelle commune est effective depuis le 1er janvier 2016, entraînant la transformation des deux anciennes communes en « communes déléguées » dont la création a été entériné par l'arrêté du 8 décembre 2015.

## Politique et administration

### Liste des maires
| Période | Période  | Identité         | Étiquette | Qualité     |
| ------- | -------- | ---------------- | --------- | ----------- |
| 2016    | En cours | Philippe Beyries | DVD       | Agriculteur |

| Nom                       | Code Insee | Intercommunalité     | Superficie (km2) | Population (dernière pop. légale) | Densité (hab./km2) |
| ------------------------- | ---------- | -------------------- | ---------------- | --------------------------------- | ------------------ |
| Castelnau-d'Auzan (siège) | 32079      | CC du Grand Armagnac | 43,79            | 1 047 (2013)                      | 24                 |
| Labarrère                 | 32168      | CC la Tenarèze       | 12,99            | 212 (2013)                        | 16                 |

## Population et société

### Démographie
L'évolution du nombre d'habitants est connue à travers les recensements de la population effectués dans la commune depuis sa création.

En 2022, la commune comptait 1 185 habitants, en évolution de −5,65 % par rapport à 2016 (Gers : +1,04 %, France hors Mayotte : +2,11 %).
| 2014  | 2015  | 2020  | 2022  |
| ----- | ----- | ----- | ----- |
| 1 249 | 1 239 | 1 197 | 1 185 |

## Culture locale et patrimoine

### Lieux et monuments

#### Castelnau-d'Auzan
- Mairie.
- Anciens chais d'armagnac.
- L'église Sainte-Marie-Madeleine de Castelnau d'Auzan[27], de style néogothique du XIXe siècle, est située au centre de Castelnau. Aujourd'hui, elle est un des seuls vestiges avec la place à cornières qui ait résisté au temps. Son clocher a été récemment restauré. Elle est éclairée d'un vitrail représentant la synagogue (XIXe siècle) à droite de l'autel en opposition, à gauche, au vitrail représentant l'église.
- L'église Saint-Jean-de-Béziey de Castelnau d'Auzan[28] est une église rurale du XIe siècle située à l'orée d'un bois en bordure de la Gélise. Elle était également réputée pour sa source miraculeuse pour les yeux. C'est le monument le plus ancien de Castelnau.
- L'église Saint-Martin-d'Arèch[29] est un site historique classé, daté du XVe siècle. Elle se dresse au milieu du plateau et se distingue par son clocher cylindrique.
- L'église Saint-Laurent de Rieupeyroux[30] est un autre témoignage de l'ancienne vitalité du secteur de Houeillères. Elle se distingue par sa croix forgée.
- L'église Notre-Dame-de-Pibèque de Bouyre[31] est un sanctuaire marial et de pèlerinage régional. L'église actuelle, de style XVe siècle finissant, en pierre d'Angoulême tient du bijou architectural, mais un bijou sans faste, d'une grande pureté de lignes, pleinement accordé à son cadre champêtre. L'ensemble est dû à l'architecte Dubarry de Lasalle et aux bons soins d'une pieuse dame : Juliette Gairal date de 1898 et a remplacé la modeste chapelle qui se trouvait un peu plus bas, vers la source miraculeuse réputée pour soigner les rhumatismes.

#### Labarrère
- Le château de Labarrère.

### Personnalités liées à la commune
- Joseph-Nicolas Barbeau du Barran (1761-1816) : homme politique né à Castelnau d'Auzan ;
- Henri de Mibielle (1841-1910) : général né à Castelnau d'Auzan.
- Joseph Ducaud (1877-1971) : homme politique né à Labarrère.